# Lester L. Lyles

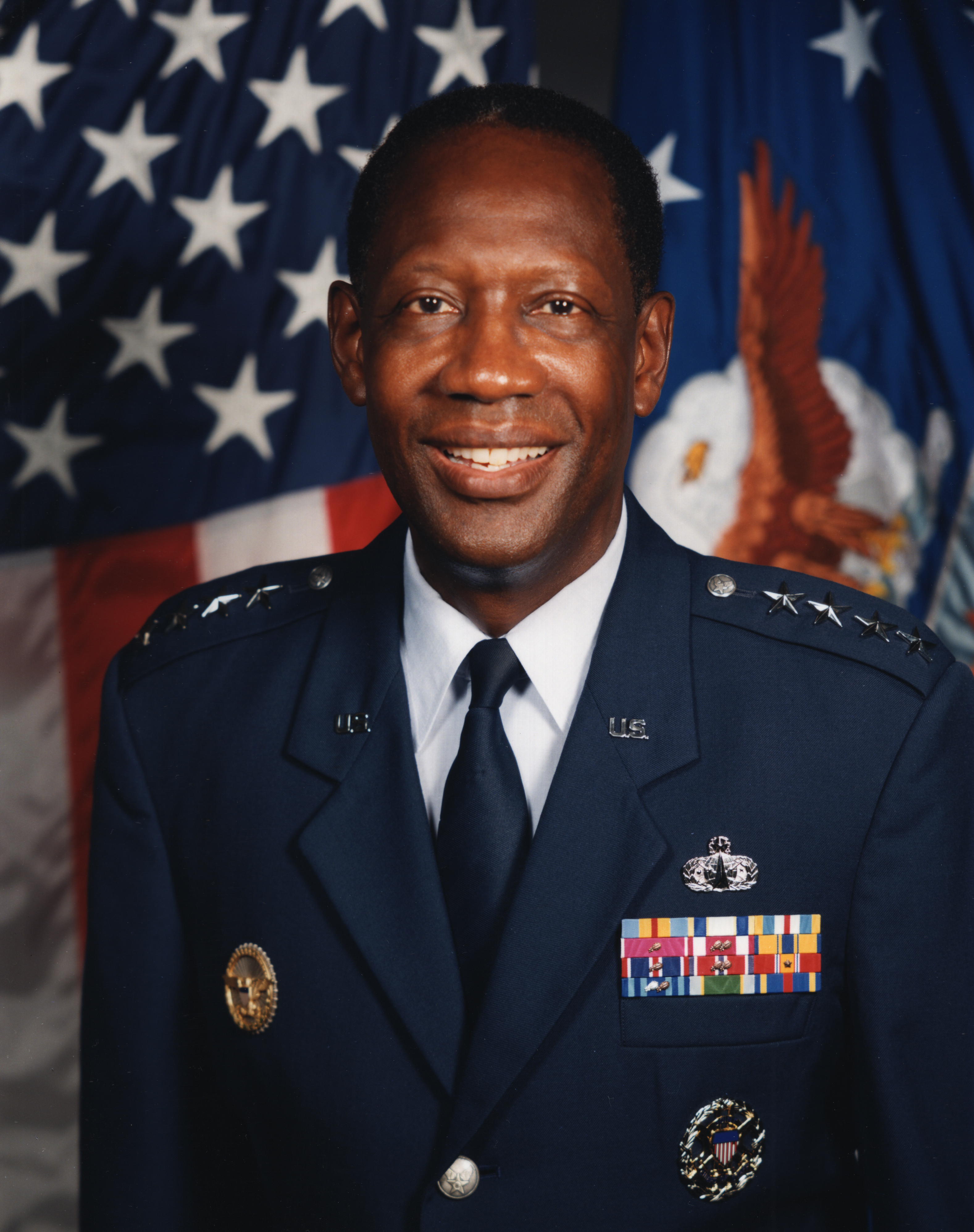
General Lester L. Lyles

Lester L. Lyles (* 20. April 1946 in Washington, D.C.) ist ein ehemaliger US-amerikanischer General der US Air Force, der sowohl Vice Chief of Staff of the Air Force als auch Kommandeur des Air Force Materiel Command war.

## Leben
Nach dem Schulbesuch studierte er zunächst Maschinenbau an der Howard University, schloss dieses mit einem Bachelor of Science in Maschinenbau ab und trat anschließend in die US Air Force ein. Einen Master in den Fächern Maschinenbau und Nuklearingenieurwesen an der New Mexico State University (NMSU) beendete er 1969.
Nach einer Verwendung als Direktor des Ballistic Missile Defense Organization von 1996 bis 1999 wurde er als General 1999 Vice Chief of Staff of the Air Force. Im Anschluss war er zuletzt von 2000 bis zu seiner Versetzung in den Ruhestand 2003 Kommandeur des Air Force Materiel Command auf der Wright-Patterson Air Force Base, eines von neun Hauptkommandos der US Air Force.
Während seiner militärischen Laufbahn wurde er mehrfach ausgezeichnet und erhielt neben dem Legion of Merit und der Meritorious Service Medal auch die Defense Distinguished Service Medal.
Nach seinem Ausscheiden aus dem aktiven Militärdienst wechselte er in die Privatwirtschaft und wurde 2003 Mitglied des Board of Directors von General Dynamics, 2007 von Kellogg Brown & Root sowie 2008 von PCC. Daneben war er zeitweise Mitglied der Boards of Directors von DPL, Inc., MTC Technologies, Inc. und USAA. Darüber hinaus engagiert er sich seit 2006 als Mitglied des Board of Directors des Battelle-Institut sowie als Mitglied der Boards of Directors der Air Force Association und des American Security Project.

## Auszeichnungen
Auswahl der Dekorationen, sortiert in Anlehnung der Order of Precedence of Military Awards:
- Defense Distinguished Service Medal
- Air Force Distinguished Service Medal
- Defense Superior Service Medal
- Legion of Merit (2 ×)
- Meritorious Service Medal (3 ×)
- Air Force Commendation Medal